# Gerard Gormezano i Monllor
Gerard Gormezano i Monllor (Alcoi, 1958) és un director de cinema i de fotografia valencià.

## Biografia
De formació autodidacta, influït per Carl Theodor Dreyer, Buster Keaton i Jacques Tati, es considera deixeble de Néstor Almendros i el seu llibre Días de una cámara. va començar com a director el 1978 amb el curtmetratge El guarda amb Carles Pérez Ferré, amb qui coproduirà i dirigirà el llargmetratge Hèctor, l'estigma de la por (1982).
A començaments de la dècada del 1980 es va instal·lar a Barcelona, on fou director de fotografia i encarregat de muntatge del seu amic José Luis Guerín, principalment als treballs Los motivos de Berta (1983) i Innisfree (1990). El 1988 debutà com a director amb el llargmetratge El vent de l'illa, ben acollida per la crítica i que fou seleccionada pel 37è Festival Internacional de Cinema de Berlín, encara que fou retirada a última hora. El 1994 dirigí Ombres paral·leles, que nova tenir èxit de públic.
Més reeixida ha estat la seva carrera com a director de fotografia a cinema i televisió a Barcelona, lament (1991) de Luis Aller, La febrer d'Or (1993) de Gonzalo Herralde o Cravan vs Cravan (2001) d'Isaki Lacuesta. També ha treballat a les sèries de televisió, Nada es para siempre (1999), Cròniques de la veritat oculta (1998) i Ventdelplà (2008)

## Filmografia
Director
- El vent de l'illa (1988)
- Ombres paral·leles (1994)

Director de fotografia
- Los motivos de Berta (1983)
- Innisfree (1990)
- Barcelona, lament (1991)
- La febrer d'Or (1993)
- Nadie como tú (1997)
- Cravan vs Cravan (2001)
- Ventdelplà (2007)

## Premis
- 33a edició dels Premis Sant Jordi de Cinematografia: Millor opera prima per El vent de l'illa.[5]
- Premis de Cinematografia de la Generalitat de Catalunya de 1991 a la millor fotografia per Innisfree.